# Pseudobolodon
Pseudobolodon è un genere di piccoli mammiferi estinti vissuti nel Giurassico superiore. Furono tra i membri più basali nell'ordine anch'esso estinto dei Multituberculata. Pseudobolodon è compreso nel sottordine dei "Plagiaulacida" e nella sottofamiglia Paulchoffatiinae (famiglia Paulchoffatiidae). Condivise il suo habitat con i Dinosauri. Il suo nome (finto Bolodon) gli venne dato da G. Hahn nel 1969, basandosi sui ritrovamenti negli strati risalenti al Kimmeridgiano (Giurassico superiore) della miniera di Guimarota, in Portogallo.
La specie Pseudobolodon krebsi venne classificata da G. Hahn e R. Hahn nel 1994. I resti Fossili consistono in due mascelle ritrovate negli strati di Guimarota. Come menzionato nella bibliografia, a proposito del setto mascellare, "un piccolo osso di forma triangolare è posto tra la mascella e la premascella; quest'osso è interpretabile come la 'settomascella'. È molto comune tra ii tetrapodi primitivi come anfibi e rettili ma di solito è assente nei mammiferi", (Hahn & Hahn 2000, p.98). La premascella è la parte anteriore della mascella, mentre la mascella propriamente detta è la parte laterale. Come altri mammiferi esistenti, l'uomo non possiede questa "septomaxilla".
La specie Pseudobolodon oreas fu classificata da G. Hahn nel 1977. I resti consistenti in 7 mascelle furono rinvenute sempre a Guimarota. 
Una terza specie, P. robustus (Hahn, 1978), venne invece classificata in un nuovo genere, Meketibolodon, con il nome specifico robustus (Hahn G. 1978).

## Tassonomia
Sottoclasse  †Allotheria Marsh, 1880
- Ordine †Multituberculata Cope, 1884:
  - Sottordine †Plagiaulacida Simpson, 1925
    - Famiglia †Paulchoffatiidae Hahn, 1969
      - Sottofamiglia †Paulchoffatiinae Hahn, 1971
        - Genere †Paulchoffatia Kühne, 1961
          - Specie †P. delgadoi Kühne, 1961

        - Genere †Pseudobolodon Hahn, 1977
          - Specie †P. oreas Hahn, 1977
          - Specie †P. krebsi Hahn & Hahn, 1994

        - Genere †Henkelodon Hahn, 1987
          - Specie †H. naias Hahn, 1987

        - Genere †Guimarotodon Hahn, 1969
          - Specie †G. leiriensis Hahn, 1969

        - Genere †Meketibolodon (Hahn, 1978) Hahn, 1993
          - Specie †M. robustus (Hahn, 1978) Hahn, 1993

        - Genere †Plesiochoffatia Hahn & Hahn, 1999
          - Specie †P. thoas Hahn & Hahn, 1998
          - Specie †P. peparethos Hahn & Hahn, 1998
          - Specie †P. staphylos Hahn & Hahn, 1998

        - Genere †Xenachoffatia Hahn & Hahn, 1998
          - Specie †X. oinopion Hahn & Hahn, 1998

        - Genere †Bathmochoffatia Hahn & Hahn, 1998
          - Specie †B. hapax Hahn & Hahn, 1998

        - Genere †Kielanodon Hahn, 1987
          - Specie †K. hopsoni Hahn, 1987

        - Genere †Meketichoffatia Hahn, 1993
          - Specie †M. krausei Hahn, 1993

        - Genere †Galveodon Hahn & Hahn, 1992
          - Specie †G. nannothus Hahn & Hahn, 1992

        - Genere †Sunnyodon Kielan-Jaworowska & Ensom, 1992
          - Specie †S. notleyi Kielan-Jaworowska & Ensom, 1992